# Szabó János (atléta)
Szabó János (Budapest, 1945. március 3. – Budapest, 2017. október 15.) magyar olimpikon atléta, futó.
Harmadik osztályos gimnazista korában fedezte fel a magyar atlétika számára Báthori Béla, a testnevelő tanára.
Ötszörös válogatott és 17-szeres bajnok váltóban. Országos bajnokságot nyert 5 alkalommal a 4x1500 m-es váltóban, egy alkalommal az 5000 m-es és háromszor a mezei csapatban (Török János, Kis István, Magyar Károly, Szekeres János, Szpodnyi Ferenc, Jóny István)
A Brit nemzetközösségi játékokon a döntőben 5. helyezett 8:42:2 -es /egyéni legjobb /eredménnyel ,olimpiai szintet futott.
1968-ban Mexikóvárosban részt vett a XIX. olimpián, ahol a 3000 m-es akadály futásban ,de kiesett.   .http://archiv.olimpia.hu/champdata/details/id/25699/
1974-ben fejezte be sportpályafutását.